# Musée Carmen-Thyssen
Le musée Carmen-Thyssen (Museo Carmen Thyssen Málaga) est l'un des principaux musées de la ville espagnole de Malaga. Il est inauguré en 2011 et rassemble l'une des plus importantes collections de peinture espagnole et andalouse du début du XIXe siècle au début du XXe siècle, couvrant certains des principaux genres de l'art espagnol de cette période, comme le paysage et le costumbrismo. Ses œuvres, plus de 250, proviennent de la collection Carmen-Thyssen-Bornemisza et comprennent également une sélection de pièces de maîtres anciens.
Le musée se situe dans le palacio de Villalón, un bâtiment du XVIe siècle rénové et agrandi pour abriter le musée.

## Musée et palacio de Villalón
Le musée comprend diverses salles et bureaux. Il est inauguré le 24 mars 2011. Les installations comprennent, outre les salles d'exposition consacrées à la collection Carmen-Thyssen proprement dite, le siège de sa fondation, une bibliothèque, des salles pour des expositions temporaires, une salle de cours, une salle de réunion, la boutique du musée, la section de restauration d'œuvres et une salle d'exposition archéologique, cette dernière étant en attente d'être ouverte au public.

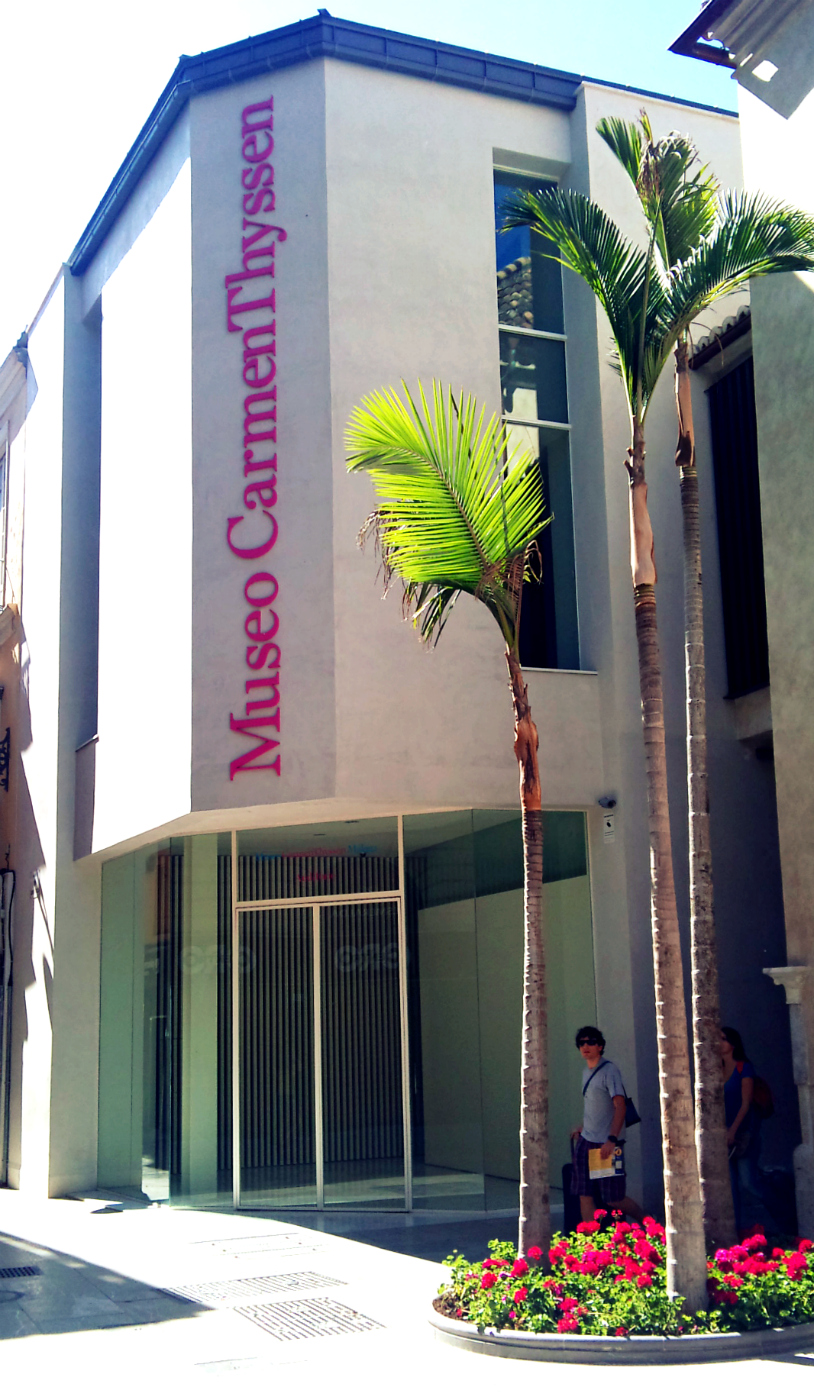
Une façade du musée.

Le bâtiment, de style Renaissance, était destiné après sa restauration à héberger la collection que la baronne Carmen Cervera avait souhaité céder à Malaga après une série d'entretiens avec la mairie de la ville. La restauration a pris quatre ans de 2007 à 2011.
En 2017, le musée a accueilli depuis son ouverture 1 000 000 de visiteurs.

## Collections

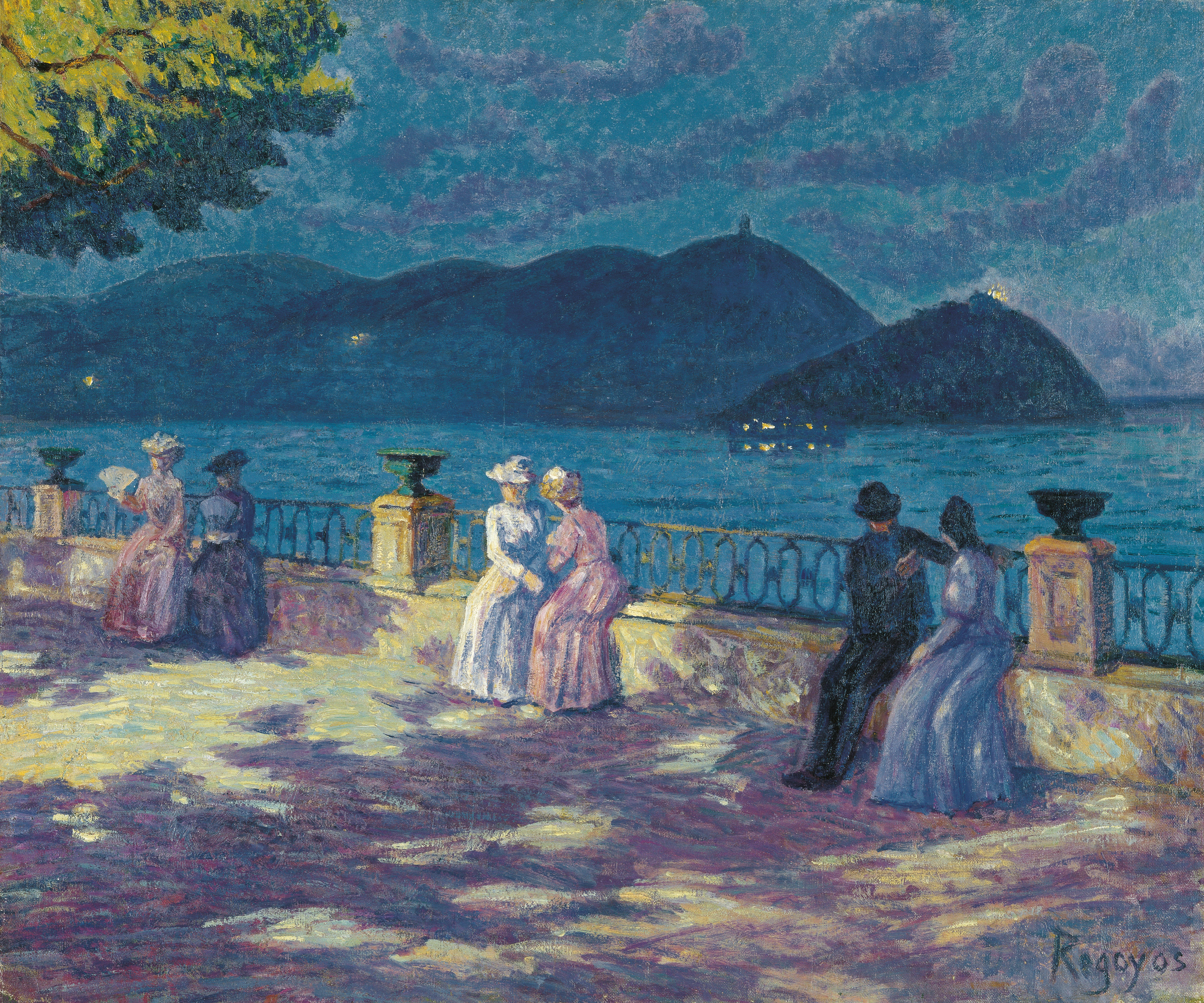
Darío de Regoyos, La Concha, nocturno, 1906.

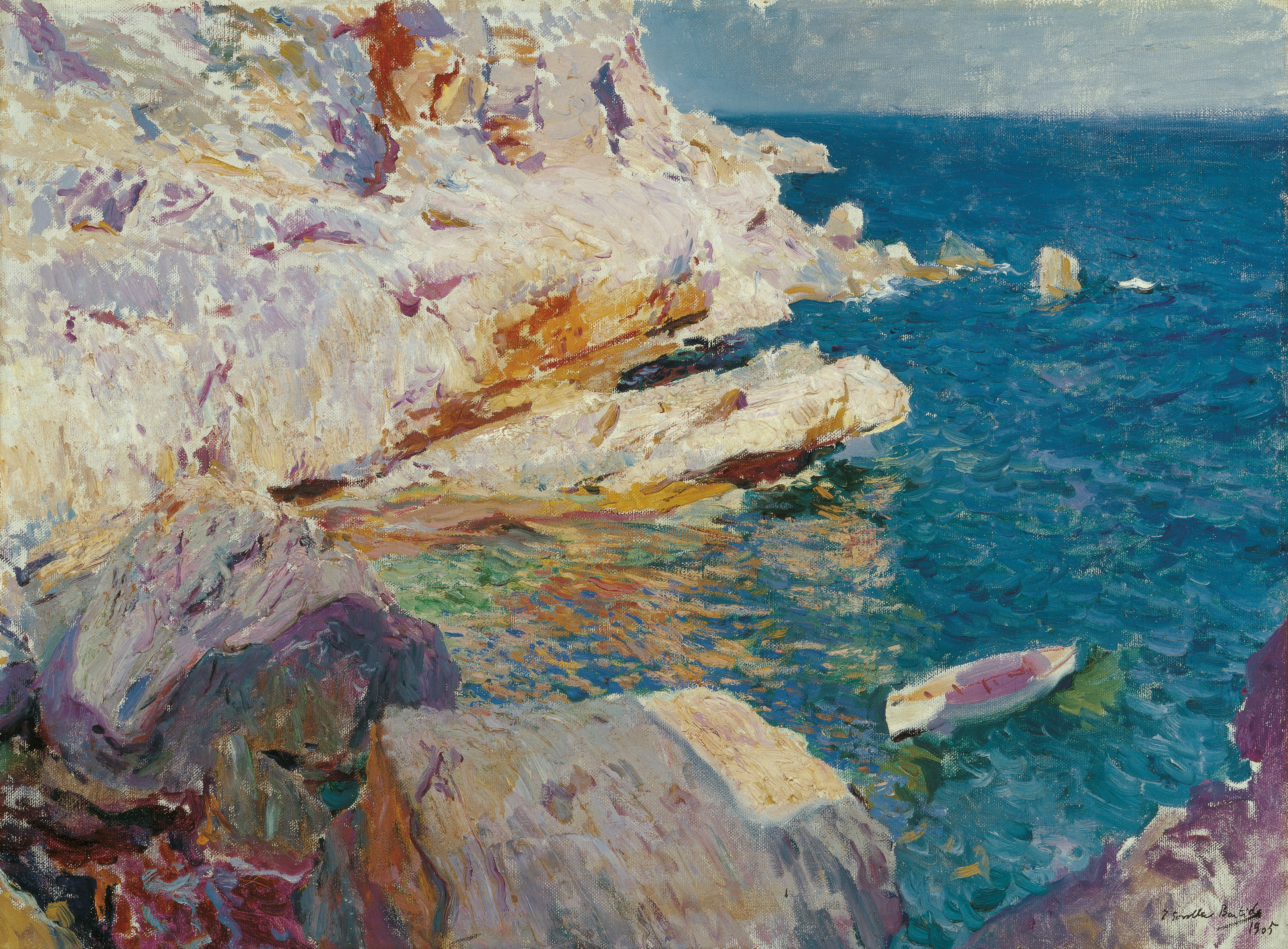
Joaquín Sorolla, Rocas de Jávea y el bote blanco, 1905.

Le musée parcourt les divers genres de peinture espagnole du XIXe siècle, du romantisme aux débuts de la modernité dans les premières décennies du XXe siècle, accordant une attention particulière à la peinture andalouse. L'accord initial signé établit que l'institution possède les tableaux jusqu'en 2025. Une prolongation du prêt est envisagée.
Il s'articule en quatre sections :
- Maestros Antiguos, section d'« introduction » dans l'ancienne chapelle du palais de Villalón, présentant des œuvres qui remontent jusqu'au XVIIe siècle, avec par exemple Francisco de Zurbarán et Jerónimo Ezquerra.

- Paisaje romántico y costumbrismo, qui reflète la vision que les voyageurs romantiques avaient de l'Espagne et de son passé, l'architecture, les gitanes, les courses de taureaux, les fêtes, le flamenco. Fritz Bamberger et son Paisaje de la costa de Estepona ouvrent cet espace, qui se prolonge par des œuvres de Jenaro Pérez Villaamil, Rafael Benjumea, José García Ramos ou Guillermo Gómez Gil.

- Preciosismo y paisaje naturalista, mettant en exergue la profonde évolution, pendant la deuxième moitié du XIXe siècle, de la peinture espagnole vers des œuvres de petit format, la peinture « précieuse », et d'autre part, les transformations depuis le paysage romantique vers le paysage plus réaliste du « naturalismo ». Ici se trouvent des œuvres d'artistes tels Mariano Fortuny, José Benlliure y Gil, Raimundo de Madrazo, José Brun Carbonero ou Emilio Sala (es), mais aussi Carlos de Haes, Martín Rico ou Emilio Sánchez Perrier.

- Fin de siglo, qui révèle que la peinture espagnole de la fin du XIXe siècle commence à s'ouvrir à la peinture internationale. Joaquín Sorolla, Aureliano de Beruete, Darío de Regoyos, Ramón Casas, Ricard Canals, Francisco Iturrino ou José Luis Gutiérrez Solana sont quelques-uns des artistes exposés. À noter également Ignacio Zuloaga et Julio Romero de Torres.

## Expositions temporaires
Depuis ses débuts, le musée organise des expositions temporaires centrées principalement sur l'art des XIXe et XXe siècles.
Les expositions thématiques portent généralement sur les paysages, le réalisme espagnol, le cubisme, la Méditerranée et les artistes du musée : Anglada-Camarasa, Julio Romero de Torres, Darío de Regoyos, Casas y Rusiñol et Francisco Iturrino.

## Œuvres majeures
- Niccolò Frangipane, Penitente, 1574.
- Francisco de Zurbarán, Santa Marina, 1640-1650.
- Alfred Dehodencq, Una cofradía pasando por la calle Génova, 1851.
- Mariano Fortuny, Corrida de toros. Picador herido , vers 1867.
- Martín Rico Ortega, Un día de verano en el Sena, 1870-1875.
- Emilio Sánchez Perrier, Invierno en Andalucía, vers 1880.
- Manuel Ussel de Guimbarda, Vendedores de rosquillas en Sevilla, 1881.
- Guillermo Gómez Gil, La fuente de Reding; By the Fountain, vers 1880-1885.
- Raimundo de Madrazo, Salida del baile de máscaras, vers 1885.
- Ignacio Zuloaga, Corrida de toros en Éibar, 1899.
- Darío de Regoyos, La Concha, Vista nocturna, 1906.
- Francisco Iturrino, El baño (Sevilla), 1908.
- Ramón Casas, Julia, 1915.
- Julio Romero de Torres, La Buenaventura, 1922.

Galerie
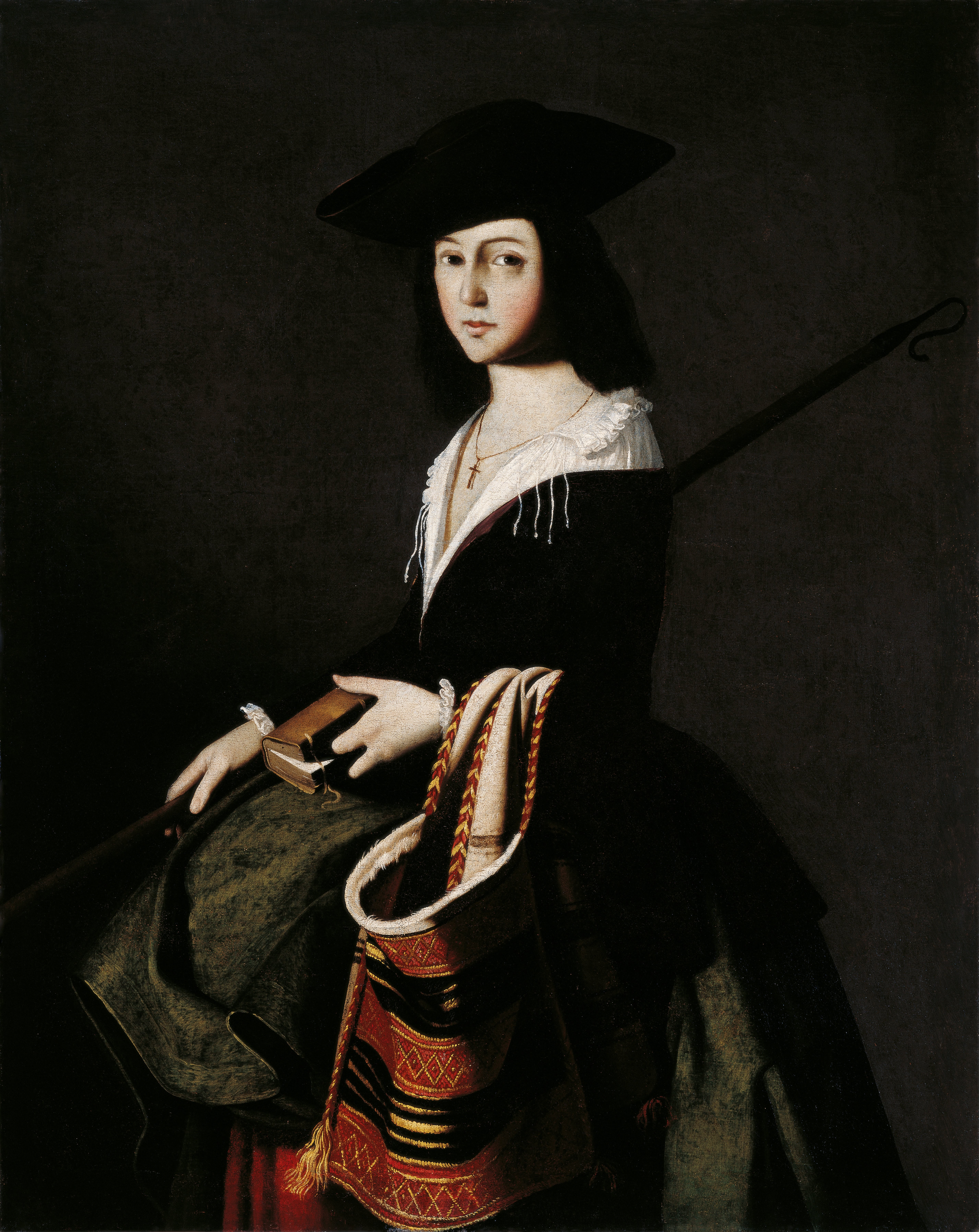
Santa Marina, Francisco de Zurbarán, 1640-1650.
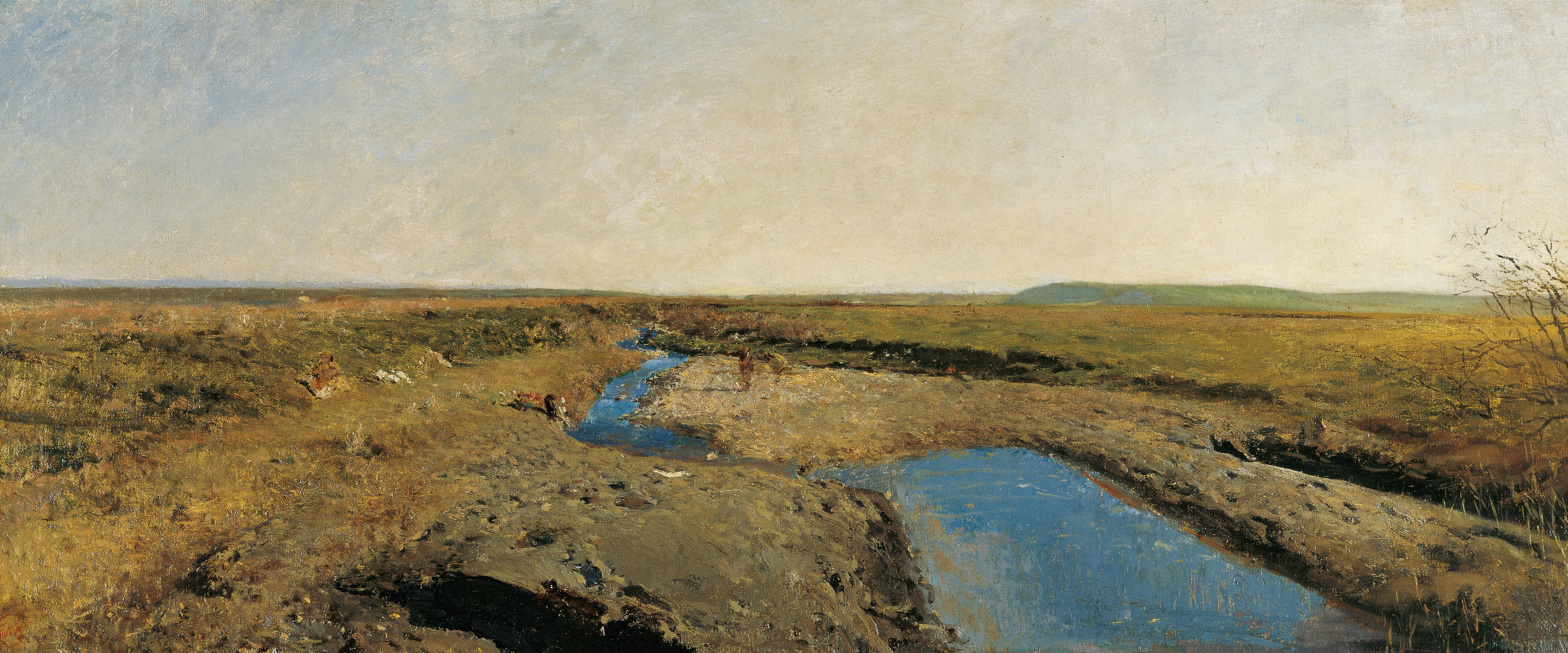
Paisaje norteafricano, Mariano Fortuny, 1862.
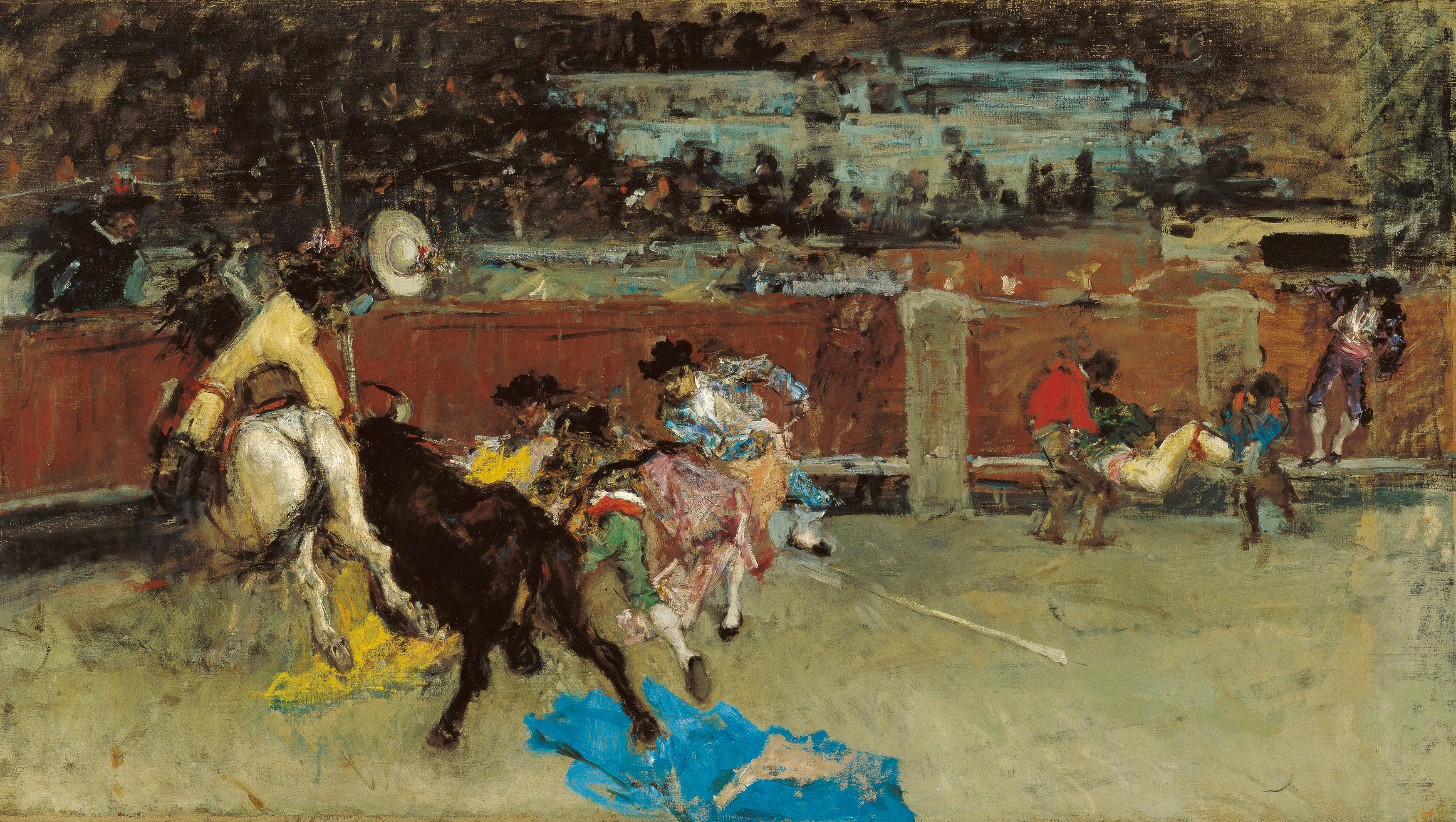
Corrida de toros. Picador herido, Mariano Fortuny, vers 1867.
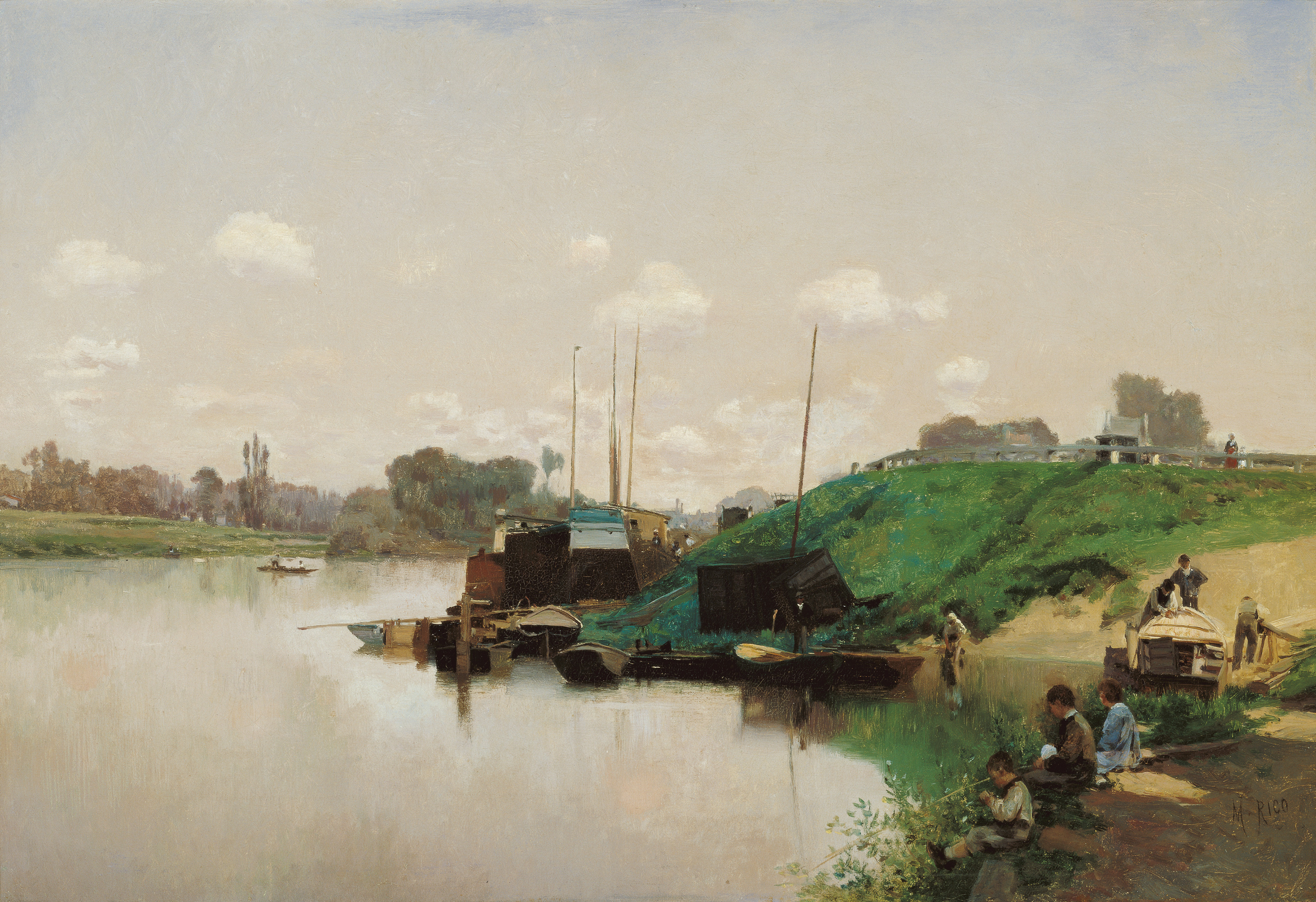
Un día de verano en el Sena, Martín Rico Ortega, 1870-1875.
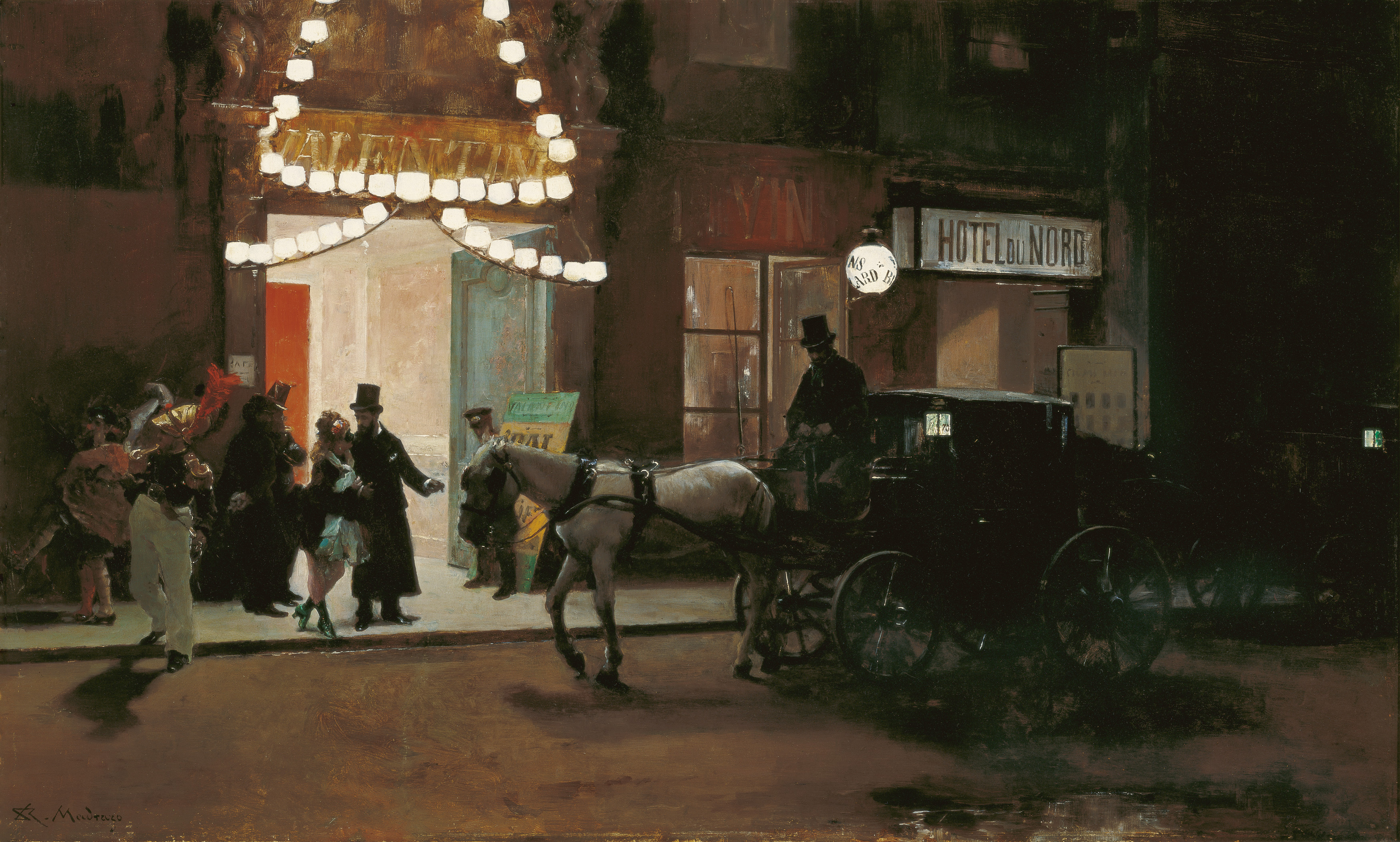
Salida del baile de máscaras, Raimundo de Madrazo, vers 1885.
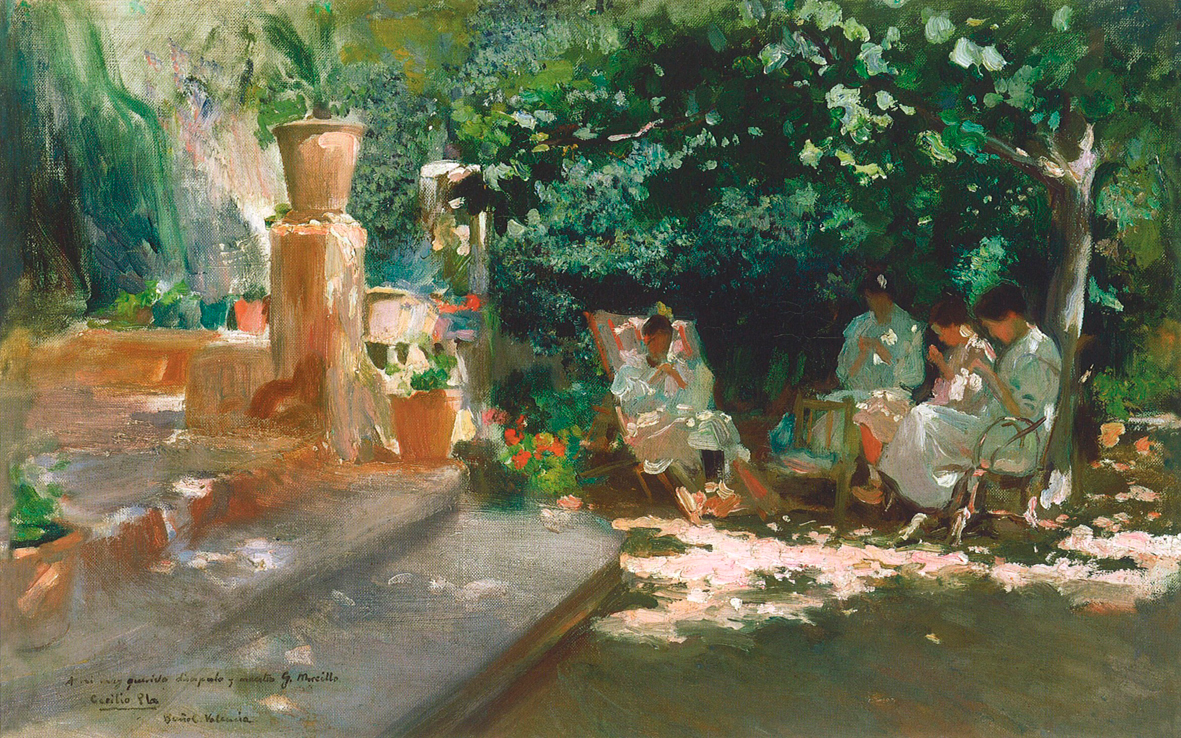
Mujeres en el jardín, Cecilio Plá y Gallardo, vers 1910.